# LGL-Zelle
LGL-Zellen sind besondere weiße Blutkörperchen (Leukozyten). Es handelt sich um eine Unterart der Lymphozyten neben den B- und T-Lymphozyten, die besonders groß und durch einige auffällige Granula im Zytoplasma gekennzeichnet sind. Die Bezeichnung leitet sich aus der englischen Bezeichnung dieser Zellen (large granular lymphocytic cells) ab. LGL-Zellen sind in der Lage, in vitro Tumorzellen abzutöten.